# 後十字靭帯
後十字靭帯（こうじゅうじじんたい、Posterior Cruciate Ligament; PCL）は、膝関節の中にあって大腿骨（太ももの骨）と脛骨（すねの骨）を結ぶ強靭な紐で、関節を安定に保つ支持機構をいう。脛骨が後方へ変移する（ずれる）ことを防ぐ。靭帯組織については靭帯の項を参照。